# Дидихеви
Дидихеви (устар. Диди-хеви, груз. დიდი ხევი) — горная река в историко-географической области Тушетии на северо-востоке Грузии. Протекает по территории Ахметского муниципалитета Кахетии. Верховья в национальном парке Тушети. Левый приток реки Пирикительская Алазани.
Название реки представляет собой двусоставный топоним, состоящий из прилагательного груз. დიდი (диди) — большой и существительного в виде географического термина груз. ხევი (хеви) — овраг, балка, река, речка.
Длина реки составляет 11 км. Площадь водосборного бассейна — 18,9 км².
Река стекает с южных склонов Тушетского хребта, беря начало между вершинами Комито (4261 м) и Доносмта (4174 м), на высоте, приблизительно, 3200 м над уровнем моря, у границы Грузии с Россией. На всем протяжении реки преобладающим направлением течения является юго-запад.

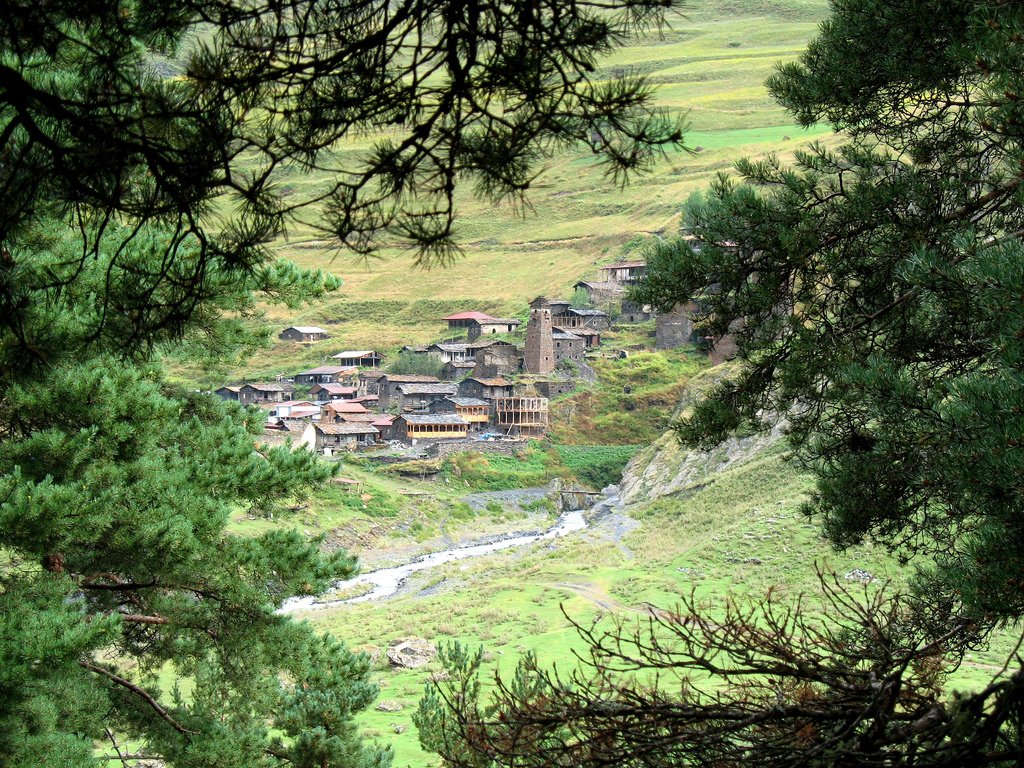
Вид на село Дартло и мост через Дидихеви

Впадает в Пирикительскую Алазани с левой стороны южнее села Дартло, на высоте 1788 метров над уровнем моря, напротив горы Пициланта (2996 м) Алазанского хребта.
В непосредственной близости от реки располагается только один населённый пункт — село Дартло, также поблизости от реки находится заброшенная крепость Квавло. У села Дартло через Дидихеви перекинут мост.